# Campeonato Mundial de Natação em Piscina Curta de 2014 - 400 m livre masculino
A prova dos 400 metros nado livre masculino do Campeonato Mundial de Natação em Piscina Curta de 2014 foi disputado em 5 de dezembro no Centro Aquático Aspire Sports Complex em Doha.

## Recordes
Antes desta competição, os recordes mundiais e do campeonato nesta prova eram os seguintes:
|    | Nome          | Nacionalidade | Tempo   | Local     | Data                   |
| -- | ------------- | ------------- | ------- | --------- | ---------------------- |
| WR | Yannick Agnel | França        | 3:32.25 | Angers    | 15 de novembro de 2012 |
| CR | Grant Hackett | Austrália     | 3:35.01 | Hong Kong | 1 de abril de 1999     |

Os seguintes recordes foram estabelecidos durante a competição:
| Data          | Prova | Nome         | Nacionalidade | Tempo   | Recorde |
| ------------- | ----- | ------------ | ------------- | ------- | ------- |
| 5 de dezembro | Final | Péter Bernek | Hungria       | 3:34.32 | CR      |

## Medalhistas
| Ouro               | Prata           | Bronze                    |
| Péter Bernek (HUN) | James Guy (GBR) | Velimir Stjepanović (SRB) |

## Resultados

### Eliminatórias
As eliminatórias ocorreram dia 5 de dezembro.  
| Colocação | Bateria | Raia | Nome                     | Nacionalidade        | Tempo   | Notas |
| --------- | ------- | ---- | ------------------------ | -------------------- | ------- | ----- |
| 1         | 8       | 5    | Péter Bernek             | Hungria              | 3:37.34 | Q     |
| 2         | 7       | 3    | Ryan Cochrane            | Canadá               | 3:39.55 | Q     |
| 3         | 8       | 6    | James Guy                | Reino Unido          | 3:39.58 | Q     |
| 4         | 8       | 4    | Jordan Harrison          | Austrália            | 3:39.67 | Q     |
| 5         | 8       | 3    | Daniel Smith             | Austrália            | 3:40.12 | Q     |
| 6         | 9       | 1    | Mads Glæsner             | Dinamarca            | 3:40.28 | Q     |
| 7         | 9       | 4    | Velimir Stjepanović      | Sérvia               | 3:40.30 | Q     |
| 8         | 9       | 9    | Oussama Mellouli         | Tunísia              | 3:40.51 | Q     |
| 9         | 9       | 6    | Andrea Mitchell D'Arrigo | Itália               | 3:40.60 |       |
| 10        | 9       | 2    | Michael McBroom          | Estados Unidos       | 3:40.73 |       |
| 11        | 9       | 3    | Myles Brown              | África do Sul        | 3:41.09 |       |
| 12        | 5       | 8    | Cristian Quintero        | Venezuela            | 3:41.67 | SA    |
| 13        | 9       | 5    | Clemens Rapp             | Alemanha             | 3:41.90 |       |
| 14        | 8       | 2    | Matt McLean              | Estados Unidos       | 3:41.92 |       |
| 15        | 9       | 8    | Anders Lie               | Dinamarca            | 3:41.95 |       |
| 16        | 8       | 7    | Gabriele Detti           | Itália               | 3:42.15 |       |
| 17        | 7       | 9    | Pál Joensen              | Ilhas Feroé          | 3:42.31 |       |
| 18        | 6       | 4    | Henrik Christiansen      | Noruega              | 3:42.75 |       |
| 19        | 8       | 8    | Florian Vogel            | Alemanha             | 3:42.76 |       |
| 20        | 6       | 3    | Jan Micka                | Chéquia              | 3:43.50 |       |
| 21        | 7       | 7    | Richárd Nagy             | Eslováquia           | 3:43.51 |       |
| 22        | 9       | 0    | Yuki Kobori              | Japão                | 3:43.81 |       |
| 23        | 7       | 4    | David Brandl             | Áustria              | 3:44.07 |       |
| 24        | 7       | 0    | Martin Bau               | Eslovênia            | 3:44.21 |       |
| 25        | 9       | 7    | Ahmed Mathlouthi         | Tunísia              | 3:44.48 |       |
| 26        | 6       | 7    | Tsubasa Amai             | Japão                | 3:44.92 |       |
| 27        | 6       | 2    | Felix Auböck             | Áustria              | 3:44.93 |       |
| 28        | 7       | 1    | Gergely Gyurta           | Hungria              | 3:45.07 |       |
| 29        | 8       | 0    | Filip Zaborowski         | Polónia              | 3:45.09 |       |
| 30        | 7       | 8    | Vuk Čelić                | Sérvia               | 3:45.52 |       |
| 31        | 6       | 0    | Qiu Ziao                 | China                | 3:45.54 |       |
| 32        | 6       | 1    | Nezır Karap              | Turquia              | 3:45.66 |       |
| 33        | 7       | 5    | Serhiy Frolov            | Ucrânia              | 3:45.94 |       |
| 34        | 7       | 6    | Nathan Capp              | Nova Zelândia        | 3:46.19 |       |
| 35        | 4       | 4    | Gabriel Ogawa            | Brasil               | 3:46.94 |       |
| 36        | 8       | 1    | Aleksandr Krasnykh       | Rússia               | 3:47.53 |       |
| 37        | 5       | 6    | Martín Naidich           | Argentina            | 3:47.63 |       |
| 38        | 5       | 1    | Jiang Yuhui              | China                | 3:47.92 |       |
| 39        | 6       | 9    | Andrés Olvera            | México               | 3:48.19 |       |
| 40        | 5       | 9    | Calvyn Justus            | África do Sul        | 3:48.73 |       |
| 41        | 5       | 7    | Ensar Hajder             | Bósnia e Herzegovina | 3:49.08 |       |
| 42        | 6       | 6    | Glenn Surgeloose         | Bélgica              | 3:49.45 |       |
| 43        | 5       | 5    | Esteban Enderica         | Equador              | 3:50.21 |       |
| 44        | 6       | 8    | Povilas Strazdas         | Lituânia             | 3:50.25 |       |
| 45        | 5       | 4    | Irakli Revishvili        | Geórgia              | 3:50.83 |       |
| 46        | 4       | 5    | Pedro Pinotes            | Angola               | 3:50.98 |       |
| 47        | 5       | 0    | Sven Saemundsson         | Croácia              | 3:51.41 |       |
| 48        | 5       | 3    | Jan Kutnik               | Chéquia              | 3:51.84 |       |
| 49        | 4       | 9    | Fahad Al-Khaldi          | Filipinas            | 3:52.02 |       |
| 50        | 4       | 6    | Oli Mortensen            | Ilhas Feroé          | 3:52.16 |       |
| 51        | 7       | 2    | Marcelo Acosta           | El Salvador          | 3:53.11 |       |
| 52        | 5       | 2    | Kristofer Sigurðsson     | Islândia             | 3:53.43 |       |
| 53        | 4       | 3    | Daniel Pálsson           | Islândia             | 3:57.25 |       |
| 54        | 4       | 0    | Khader Baqlah            | Jordânia             | 3:57.71 |       |
| 55        | 3       | 5    | Cho Cheng-chi            | Taipé Chinesa        | 3:58.61 |       |
| 56        | 4       | 8    | Khurshidjon Tursunov     | Uzbequistão          | 3:58.73 |       |
| 57        | 4       | 2    | Imadeddine Tchouar       | Argélia              | 4:00.04 |       |
| 58        | 3       | 1    | Pol Arias                | Andorra              | 4:00.70 |       |
| 59        | 4       | 7    | Jésus Monge              | Peru                 | 4:00.75 |       |
| 60        | 3       | 3    | Mark Burnley             | Curaçau              | 4:01.12 |       |
| 61        | 3       | 0    | Eric Culver              | Porto Rico           | 4:01.31 |       |
| 62        | 2       | 6    | Jean Monteagudo          | Peru                 | 4:01.62 |       |
| 63        | 3       | 8    | Patrick Groters          | Aruba                | 4:01.12 |       |
| 64        | 4       | 1    | Geoffrey Butler          | Ilhas Caimã          | 4:03.48 |       |
| 65        | 2       | 4    | Axel Ngui                | Filipinas            | 4:03.95 |       |
| 66        | 3       | 2    | Mathieu Marquet          | Ilhas Maurícias      | 4:04.95 |       |
| 67        | 3       | 6    | Noah Mascoll-Gomes       | Antígua e Barbuda    | 4:05.32 |       |
| 68        | 3       | 4    | Klavio Meça              | Albânia              | 4:07.24 |       |
| 69        | 3       | 7    | Sanu Debnath             | Índia                | 4:07.77 |       |
| 70        | 2       | 5    | Said Saber               | Marrocos             | 4:08.06 |       |
| 71        | 2       | 3    | Alex Sobers              | Barbados             | 4:08.54 |       |
| 72        | 3       | 9    | Yousef Al-Lowghani       | Kuwait               | 4:09.15 |       |
| 73        | 2       | 1    | Arian Oliaei             | Irão                 | 4:12.46 |       |
| 74        | 2       | 7    | Franci Aleksi            | Albânia              | 4:12.85 |       |
| 75        | 2       | 8    | Karl Pardo               | Gibraltar            | 4:14.40 |       |
| 76        | 2       | 0    | Brandon Schuster         | Samoa                | 4:20.35 |       |
| 77        | 2       | 2    | Guillermo López          | Nicarágua            | 4:20.41 |       |
| 78        | 1       | 3    | Sheldon Plummer          | Papua-Nova Guiné     | 4:30.83 |       |
| 79        | 1       | 4    | Tommy Imazu              | Guam                 | 4:31.03 |       |
| 80        | 1       | 5    | Htut Ahnt Khaung         | Myanmar              | 4:36.38 |       |
| —         | 6       | 5    | Clément Mignon           | França               |         | DNS   |
| —         | 8       | 9    | Mikhail Polischuk        | Rússia               |         | DNS   |

### Final
A final teve sua disputa realizada em 5 de dezembro. 
| Colocação         | Raia | Nome                | Nacionalidade | Tempo   | Notas |
| ----------------- | ---- | ------------------- | ------------- | ------- | ----- |
| Medalha de ouro   | 4    | Péter Bernek        | Hungria       | 3:34.32 | CR    |
| Medalha de prata  | 3    | James Guy           | Grã-Bretanha  | 3:36.35 |       |
| Medalha de bronze | 1    | Velimir Stjepanović | Sérvia        | 3:38.17 |       |
| 4                 | 8    | Oussama Mellouli    | Tunísia       | 3:39.05 |       |
| 5                 | 6    | Jordan Harrison     | Austrália     | 3:39.11 |       |
| 6                 | 5    | Ryan Cochrane       | Canadá        | 3:39.29 |       |
| 7                 | 7    | Mads Glæsner        | Dinamarca     | 3:39.55 |       |
| 8                 | 2    | Daniel Smith        | Austrália     | 3:39.63 |       |

Legenda
| Recorde mundial       | Recorde mundial (World record)               |                       | Recorde africano                      | Recorde africano (African) |                                           | Q | Classificado por posição (Qualified) |
| Recorde do campeonato | Recorde do campeonato (Championship record)  | Recorde da América    | Recorde da América (Americas)         | q                          | Classificado por melhor tempo (Qualified) |   |                                      |
| Melhor marca do ano   | Melhor marca do ano (World leading)          | Recorde asiático      | Recorde asiático (Asian)              | DNS                        | Não largou (Did not start)                |   |                                      |
| Recorde nacional      | Recorde nacional (National record)           | Recorde europeu       | Recorde europeu (European)            | DNF                        | Não terminou (Did not finish)             |   |                                      |
| Recorde pessoal       | Recorde pessoal do atleta (Personal best)    | Recorde da Oceania    | Recorde da Oceania (Oceania)          | DSQ / DQ                   | Desclassificado (Disqualified)            |   |                                      |
| Recorde da temporada  | Recorde da temporada do atleta (Season best) | Recorde sul-americano | Recorde sul-americano (South America) | NM                         | Sem marca (No mark)                       |   |                                      |